# Aypate (localidad)
Aypate es una localidad peruana ubicada en el distrito de Ayabaca, perteneciente a la provincia homónima del departamento de Piura, al norte del Perú. 

## Ubicación
Aypate se ubica al este de la provincia de Ayabaca, en el distrito de Ayabaca, en el departamento de Piura.

## Demografía
En 2017 Aypate tenía una población de 39 habitantes.
| Gráfica de evolución demográfica de Aypate entre 1993 y 2017 |
|                                                              |
| Fuentes: Población 1993 y 2017                               |